# (37737) 1996 VS13
(37737) 1996 VS13 est un astéroïde de la ceinture principale d'astéroïdes découvert en 1996.

## Description
(37737) 1996 VS13 a été découvert le 5 novembre 1996 à l'observatoire de Kitt Peak, situé dans l'Arizona (États-Unis), par le projet Spacewatch de l’université de l'Arizona.

### Caractéristiques orbitales
L'orbite de cet astéroïde est caractérisée par un demi-grand axe de 2,57 ua, un périhélie de 2,18 ua, une excentricité de 0,15 et une inclinaison de 0,89° par rapport à l'écliptique. Du fait de ces caractéristiques, à savoir un demi-grand axe compris entre 2 et 3,2 ua et un périhélie supérieur à 1,666 ua, il est classé, selon la JPL Small-Body Database, comme objet de la ceinture principale d'astéroïdes.

### Caractéristiques physiques
(37737) 1996 VS13 a une magnitude absolue (H) de 15,8 et un albédo estimé à 0,373.